# Honda Acty
L'Honda Acty costituisce una gamma di piccoli veicoli commerciali prodotti dalla Honda fin dal 1977. Il veicolo è stato prodotto per il mercato interno, dove è considerato come keicar, ed ha dimensioni ridotte ed un motore di una cilindrata di 660 cm³.

## Il contesto

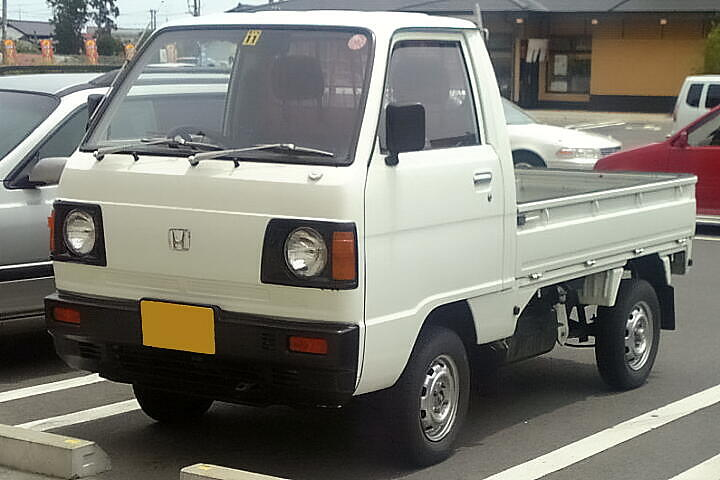
Una Acty prima serie Pick-up

Sono pensati per essere dei veicoli commerciali piccoli, agili ed economici; per questo hanno un allestimento piuttosto sobrio anche se è disponibile, come optional, l'aria condizionata. Il motore della versione più recente è un tre cilindri con testata a quattro valvole per cilindro montato in posizione centrale mentre la trazione è posteriore. La potenza erogata è di 46 cv (34 kW) a 5.500 giri al minuto. La coppia è di 60 N·m a 5.000 giri.
Il modello base è la versione pick-up che costa  (2008) circa 777.000 yen mentre con carrozzeria furgonata il costo sale a 1.092.000 yen. Su tutte le versioni furgonate e pick-up è disponibile la trazione integrale.

## Versioni britanniche
Il veicolo venne venduto in Gran Bretagna come TN7 con motore da 350 cm³ e cambio senza sincronizzatore. Si dimostrò un veicolo popolare per piccoli trasporti in zone difficili delle città.

## Versioni australiane
In Australia il veicolo venne venduto nel 1982 ma si rivelò poco adatto, a causa della potenza del motore, ai terreni collinosi.